# Karl von Teichmann

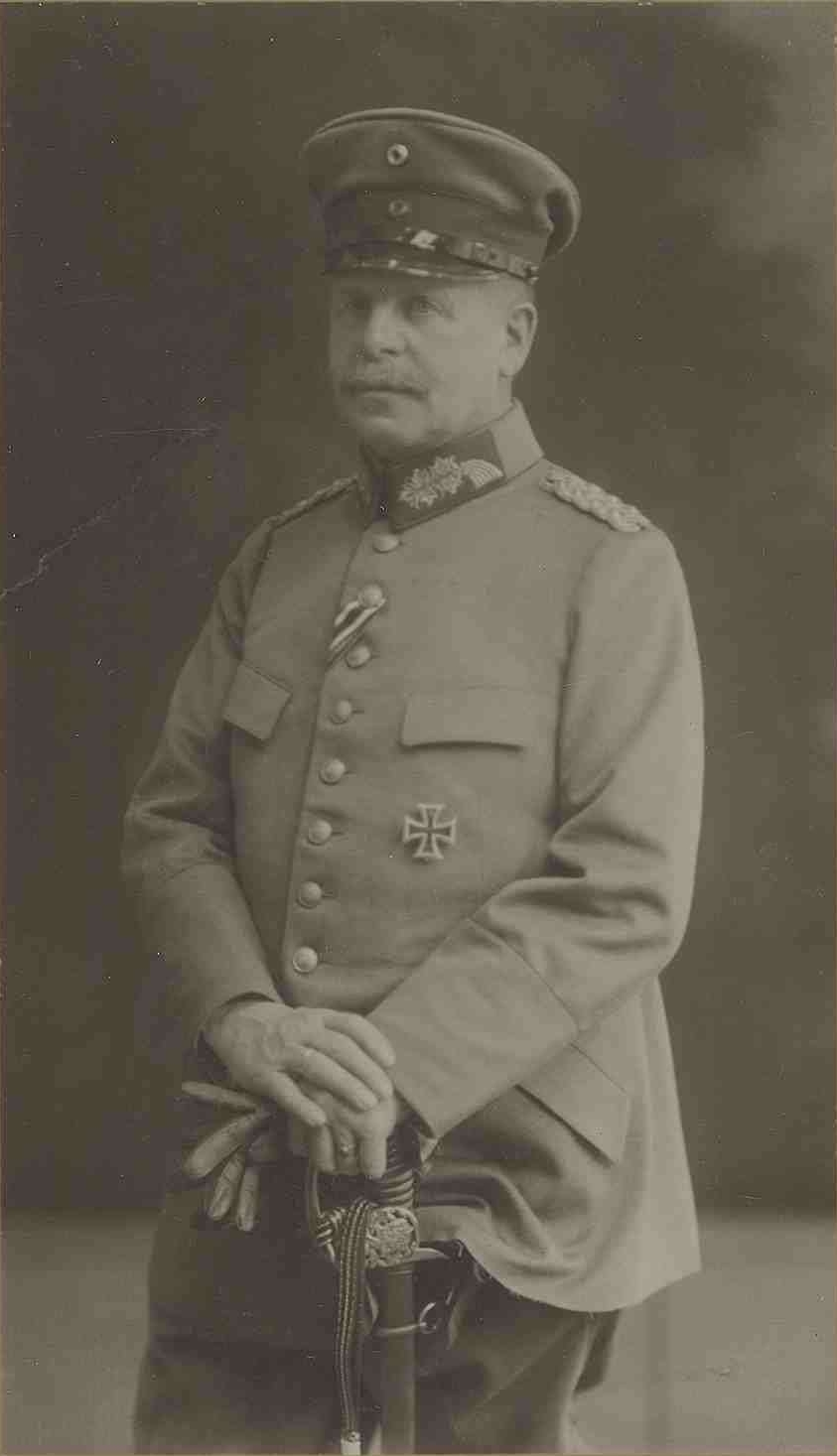
Karl von Teichmann als Generalmajor (ca. 1917)

Karl Gottlob Teichmann, ab 1909 von Teichmann, (* 28. Oktober 1862 in Hertmannsweiler; † 5. Juni 1936 in Stuttgart) war ein württembergischer Generalleutnant und Kommandeur der 26. (Württembergische) Landwehr-Division im Ersten Weltkrieg.

## Leben

### Herkunft
Karl Teichmann wurde am 28. Oktober 1862 in Hertmannsweiler bei Winnenden als Sohn des Pfarrverwesers Wilhelm Robert Teichmann (* 1829) und seiner Ehefrau Rosina Friederike, geb. Mauch (* 1839) geboren. Er besuchte die Lateinschulen in Murrhardt und Göppingen sowie die Kadettenhäuser in Oranienstein und Berlin und die Preußische Hauptkadettenanstalt in Groß-Lichterfelde.

### Militärkarriere
Am 19. April 1880 trat Teichmann aus dem Kadettenkorps als Sekondeleutnant in das Infanterie-Regiment „Kaiser Friedrich, König von Preußen“ (7. Württembergisches) Nr. 125 ein, dem er bis September 1890 angehörte. In der Zeit von 29. August 1883 bis 24. März 1890 war als Erzieher an seine alten Wirkungsstätte, die Preußische Hauptkadettenanstalt in Groß-Lichterfelde kommandiert. Mit der Beförderung zum Premierleutnant am 30. September 1890 erfolgte unter Versetzung zum Infanterie-Regiment „Alt-Württemberg“ (3. Württembergisches) Nr. 121 für die Zeit vom 1. Oktober 1890 bis zum 26. Juli 1893 die Kommandierung an die Kriegsakademie. Nach seiner Zeit an der Kriegsakademie wurde er auf ein Jahr zur Dienstleistung beim Großen Generalstab kommandiert, wo am 16. Juni 1894 seine Beförderung zum Hauptmann folgte. In der Folgezeit schloss sich ab Mai 1895 eine dreijährige Verwendung als Kompaniechef beim Infanterie-Regiment „Alt-Württemberg“ (3. Württembergisches) Nr. 121 an.
Beförderungsvita
- 19. April 1880 Kadett
- 19. April 1880 Leutnant
- 30. September 1890 Oberleutnant
- 16. Juni 1894 Hauptmann
- 16. Juni 1900 Major
- 16. Oktober 1906 Oberstleutnant
- 21. Dezember 1909 Oberst
- 22. März 1913 Generalmajor
- 25. Februar 1917 Generalleutnant[5]

Mit Verfügung vom 24. Februar 1898 wird Teichmann als Hauptmann und Kompaniechef im Infanterie-Regiment „Alt-Württemberg“ (3. Württembergisches) Nr. 121 als aggregiert zum Generalstab versetzt und zur Dienstleistung beim Generalkommando des XIII. (Königlich Württembergisches) Armee-Korps kommandiert. Mit Wirkung vom 18. August 1898 wird er sodann in den Generalstab eingeteilt und dem Generalstab des Armee-Korps überwiesen. In dieser Dienststellung wurde ihm am 24. Februar 1899 das Ritterkreuz I. Klasse des Friedrichs-Orden verliehen sowie im September 1899 die Erlaubnis zur Annahme des Roten Adlerorden IV. Klasse erteilt. Mit Wirkung vom 16. November 1899 erfolgte seine Versetzung zum Generalstab der 26. Division (1. Königlich Württembergische).
Am 27. Januar 1903 wird Teichmann als Major und Bataillonskommandeur in das Grenadier-Regiment „Königin Olga“ (1. Württembergisches) Nr. 119 versetzt. In dieser Dienststellung wird ihm am 1. Juni 1904 von König Wilhelm II. das Dienstehrenzeichen I. Klasse verliehen und mit Allerhöchster Ordre vom 26. April 1906 die Trageerlaubnis des Fürstlich Hohenzollernschen Ehrenkreuz II. Klasse gestattet. Am 12. Juni 1906 wurde ihm das Ritterkreuz zum Orden der Württembergischen Krone verliehen.
Mit Wirkung vom 25. Februar 1907 tritt der am 16. Oktober 1906 zum Oberstleutnant beförderte Teichmann unter Enthebung von der Stellung als Bataillonskommandeur des Grenadier-Regiment „Königin Olga“ (1. Württembergisches) Nr. 119 zum Stab des Regiments über. Von März bis November 1908 wird er zum Zwecke der Vertretung eines erkrankten Abteilungschefs zur Dienstleistung in das Kriegsministerium abkommandiert.
Am 25. Februar 1909 wird Teichmann das Ritterkreuz zum Militärverdienstorden verliehen. Damit verbunden war die Erhebung in den persönlichen, nicht vererbbaren württembergischen Adelsstand und er durfte ab diesem Zeitpunkt das Prädikat „von“ in seinem Namen tragen. Im selben Jahr erhielt er mit dem Offizierskreuz des Sächsischen Albrechts-Orden und dem Königlich Preußischen Kronen-Orden III. Klasse weitere hohe Auszeichnungen verliehen. Am 21. Dezember 1909 erfolgte die Beförderung zum Oberst.
Am 20. April 1910 wird von Teichmann zum Kommandeur des Infanterie-Regiment „Großherzog Friedrich von Baden“ (8. Württembergisches) Nr. 126 ernannt. In dieser Dienststellung wird ihm am 25. Oktober 1910 das Kommandeurkreuz II. Klasse des Großherzoglich Badischen Orden vom Zähringer Löwen verliehen und mit Allerhöchster Ordre vom 23. Mai 1911 die Trageerlaubnis für den Roten Adlerorden III. Klasse erteilt. Mit dem Kommandeurkreuz II. Klasse des Friedrichs-Orden und dem Königlich Preußischen Kronen-Orden II. Klasse schlossen sich im Jahr 1912 weitere hohe Auszeichnungen an.
Im Februar 1913 wurde von Teichmann als Oberst und Kommandeur des Infanterie-Regiment „Großherzog Friedrich von Baden“ (8. Württembergisches) Nr. 126 mit der Führung der 52. Infanterie-Brigade (2. Königlich Württembergische) beauftragt. Am 22. März 1913 erfolgte unter Beförderung zum Generalmajor seine Ernennung zum Kommandeur dieser Brigade.
In dieser Stellung nahm er nach Ausbruch des Ersten Weltkriegs mit seiner Brigade im Verbund der 26. Division bzw. der 5. Armee am Aufmarsch an der Westfront teil. Nach schweren Verlusten bei der Schlacht bei Longwy wurde die Brigade an die neu entstandene Front in Flandern verlegt. Hier erlitt die Brigade nochmals schwere Verluste bei dem Versuch, sich an die gegnerischen Stellungen im Raum Fromelles heranzuarbeiten. Ende November 1914 wurde die Brigade, wie die gesamte 26. Division, an die nördliche Ostfront verlegt, wo sie bis zu ihrer Auflösung am 26. Mai 1915 eingesetzt wurde. Durch die Auflösung der Brigade verlor auch von Teichmann seine Stellung und wurde nach Beorderung in die Heimat zum Kommandeur der Stellvertretenden 51. Infanterie-Brigade berufen.
Im Dezember 1915 erhielt er aber auf sein Drängen hin als Kommandeur der 54. Landwehr-Infanterie-Brigade erneut ein Frontkommando, mit der er im Verband der 2. (Württembergische) Landwehr-Division im Stellungskampf und in der Schlacht vor Verdun auf dem Westufer der Maas kämpfte. Für seine Verdienste wurde er am 5. Oktober 1916 mit dem Kommenturkreuz des Ordens der Württembergischen Krone mit Schwertern ausgezeichnet.
Im Januar 1917 übernahm von Teichmann das Kommando über die neuaufzustellende 26. (Württembergische) Landwehr-Division im Oberelsass bei Mülhausen, die bis Kriegsende im Stellungskrieg in den Vogesen stand. Am 25. Februar 1917 erfolgte dort seine Beförderung zum Generalleutnant.
Mit Verfügung des Königs vom 18. Juli 1918 wird von Teichmann in Genehmigung seines Abschiedgesuches und unter Verleihung des Sterns zum Kommenturkreuz des Ordens der Württembergischen Krone mit Schwertern mit der gesetzlichen Pension zur Disposition gestellt. Das Kommando über die 26. (Württembergische) Landwehr-Division übernimmt fortan Generalleutnant Rudolf von Berger. Bis Kriegsende erhielt von Teichmann kein erneutes Kommando.
Nach dem Krieg wandte er sich volkswirtschaftlichen Studien an der Technischen Hochschule Stuttgart und der praktischen Arbeit in den verschiedensten Betrieben zu. Mithin übernahm er den Landesverbandsvorsitz über den Verein für das Deutschtum im Ausland, den er bis 1927 innehatte und dessen Ehrenvorsitzender er wurde. Außerdem war er zwölf Jahre lang Vorsitzender des Württembergischen Offiziersbundes, bis dieser in den Reichsverband Deutscher Offiziere überging.
Karl von Teichmann verstarb am 5. Juni 1936 nach langer Krankheit in seiner Wohnung in Stuttgart.

### Privatleben
Karl von Teichmann war ab dem 24. September 1891 mit Klara Mayer (* 1871) verheiratet. Aus der Ehe gingen zwei Kinder, die Söhne Hans (* 1893) und Fritz (* 1895) hervor. Sein Sohn Fritz schlug ebenfalls die Offizierslaufbahn ein und war zuletzt Oberst in der Wehrmacht.

## Archivische Überlieferungen
Die militärische Personalakte von Karl von Teichmann befindet sich im Hauptstaatsarchiv Stuttgart unter Bestand M 430/2 Bü 129. Der militärische Nachlass von Karl von Teichmann als 1. Vorsitzenden des württembergischen Offiziersbundes im Bestand M 660/235.

## Schriften
- Karl von Teichmann: Die 26. (württ.) Landwehr-Division im Weltkrieg 1914-18 mit 1 Skizze, 1 Tabelle. Berger, Stuttgart 1922. (Digitalisat)